# Edmund Brückner

Edmund Brückner als Gouverneur von Togo (Foto von 1911/12)

Edmund Brückner (* 1. Januar 1871 in Friedersdorf, Kreis Görlitz; † 31. Dezember 1935 in Berlin) war ein deutscher Diplomat und Ministerialbeamter. Von 1911 bis 1912 war er Gouverneur der deutschen Kolonie Togo.

## Leben
Brückner wurde als Sohn des Pfarrers und Schulinspektors Edmund Brückner (senior) und der Mutter Adelheid Seckt geboren. Sein Abitur legte er 1891 in Görlitz ab. Anschließend studierte er Jura an den Universitäten Halle, Leipzig und Breslau. Im Jahr 1895 trat er als Referendar in den preußischen Justizdienst. Er wurde im Jahr 1900 Gerichtsassessor und war in den Jahren 1901 und 1902 bei der preußischen Verwaltung im Steuerwesen beschäftigt, bevor er in den diplomatischen Dienst ging. In den Jahren 1903 bis 1905 befand sich Brückner als kommissarischer Bezirksamtmann und Referent in Kamerun. Von 1905 bis 1910 arbeitete er im Auswärtigen Amt in der Kolonialabteilung, die in dieser Zeit zum Reichskolonialamt wurde. 1909 erfolgte der Aufstieg zum Geheimen Regierungsrat und zum Vortragenden Rat. Im gleichen Jahr heiratete er Charlotte, geb. Voß, mit der er vier Kinder hatte. 1910 und 1911 war er Stellvertreter des Gouverneurs und Erster Referent in Deutsch-Südwestafrika. 1911 bis 1912 amtierte Brückner schließlich als Gouverneur des westafrikanischen Schutzgebietes Togo. Seit August 1912 hatte er die Ränge Geheimer Oberregierungsrat und Vortragender Rat im Reichskolonialamt.
Im Ersten Weltkrieg war er zunächst Kompanieführer an der Westfront, wo er verwundet wurde. Ab Dezember 1914 arbeitete Brückner im belgischen Generalgouvernement in Brüssel. Zwischen 1920 und 1924 stand Brückner in kommissarischer Beschäftigung beim Reichsfinanzministerium, wo er für Entschädigungsangelegenheiten der Kolonialdeutschen zuständig war. Von 1924 bis 1935 leitete er die erneut eingerichtete Kolonialabteilung des Auswärtigen Amtes. In dieser Position vermittelte er den Rückkauf der vormals deutschen Plantagen am Kamerunberg, deren Besitzer infolge des Ersten Weltkrieges Kamerun verlassen hatten. Bis zum Zweiten Weltkrieg war die Wirtschaft der Mandatsgebiete Britisch- und Französisch-Kamerun wieder durch deutsche Firmen geprägt.